# Drapeau de la Nouvelle-Zélande
Le drapeau de la Nouvelle-Zélande existe sous sa forme actuelle depuis 1869 et est devenu le drapeau officiel le 24 mars 1902. Il est basé sur le pavillon d'État britannique, le Blue Ensign.
Sur un fond bleu foncé, le drapeau se divise en deux parties :
- le drapeau du Royaume-Uni, l’Union Jack, se trouve dans le coin supérieur gauche. L’utilisation de l’Union Jack symbolise le lien avec le Royaume-Uni et l’affiliation de la Nouvelle-Zélande au Commonwealth
- la moitié droite du drapeau est dominée par quatre étoiles rouges à cinq branches liserées de blanc. Elles représentent la constellation de la Croix du Sud dont seulement quatre étoiles sur cinq sont visibles sur le drapeau de la Nouvelle-Zélande. La représentation de la Croix du Sud symbolise l’appartenance de la Nouvelle-Zélande à l’hémisphère sud.

Il existe un débat depuis plusieurs décennies en Nouvelle-Zélande pour un changement de drapeau : le 29 octobre 2014, le gouvernement annonce que le changement de drapeau fera l'objet de plusieurs référendums qui se tiendront en 2015 et 2016. En mars 2016, lors du second volet du référendum, les Néo-Zélandais votent à 56,6 % pour conserver leur drapeau actuel.

## Histoire

### Drapeau des tribus unies (1834–1840)
L’idée de représenter la Nouvelle-Zélande par un drapeau est apparue pour la première fois en 1830. Cette année-là, les services de la douane confisquèrent à Sydney le Sir George Murray, un bateau de commerce construit en Hokianga en Nouvelle-Zélande qui n’avait pas de drapeau indiquant l’origine du bateau. À cette époque, l’Australie, le principal partenaire commercial de la Nouvelle-Zélande, applique la loi navale britannique qui impose à chaque bateau de posséder un certificat officiel indiquant le lieu de construction du bateau, le nom du propriétaire et la nationalité. Étant donné que la Nouvelle-Zélande n'était pas encore une colonie de l’Empire britannique, aucun bateau néo-zélandais ne pouvait avoir le drapeau britannique. Et sans drapeau représentant la nation d’origine, tous les bateaux néo-zélandais auraient été confisqués.
Au moment de la saisie du Sir George Murray se trouvaient parmi les passagers deux importants chefs māori à bord du bateau, probablement Patuone (en) et Taonui (en). Quand la nouvelle atteignit la Nouvelle-Zélande, de nombreux Māori furent extrêmement indignés par cet acte mené par les officiels australiens. Cet évènement entraina une augmentation de la sympathie, notamment en Nouvelle-Galles du Sud, envers les Néo-Zélandais. Par exemple, le quotidien australien Australian, exigea une modification de la loi afin que les Néo-Zélandais rencontrent moins d’obstacles dans leur commerce naissant avec Sydney. Bien que le Sir George Murray ait obtenu une licence commerciale temporaire, l’introduction d’un drapeau national apparut nécessaire.

Le drapeau des Tribus unies de Nouvelle-Zélande.

James Busby, le représentant de la Couronne britannique en Nouvelle-Zélande, espérant qu’un drapeau néo-zélandais résoudrait le problème d’échange commercial avec l’Australie, déclara auprès de l’administration coloniale de la Nouvelle-Galles du Sud qu’un drapeau néo-zélandais était nécessaire. De plus, il espérait qu’un drapeau national pousserait les nombreuses tribus māori à collaborer pour organiser le pays. Une première proposition australienne, un drapeau avec quatre bandes bleu foncé et l’Union Jack dans la partie gauche supérieure a été rejetée par James Busby car il contenait peu de rouge, une couleur qui a une importance particulière pour les Māori. Finalement, le 20 mars 1834, le drapeau connu sous le nom de drapeau des Tribus unies de Nouvelle-Zélande fut choisi parmi trois propositions par vingt-cinq leaders Māori et de nombreux missionnaires, colons et des capitaines de bateau. Ce drapeau fut imaginé par le missionnaire de l’église Church Missionary Society, Henry Williams. Sur un fond blanc, la croix de saint Georges remplit le drapeau et le sépare en quatre parties. Dans la partie gauche supérieure se trouve de nouveau une croix de saint George sur un fond bleu. Dans chaque partie bleue une étoile blanche est insérée. Des dissensions existaient au sujet de la couleur encadrant les étoiles (blanche ou noire) et du nombre d'étoiles.
Le drapeau flotte toujours de nos jours à Waitangi et le jour de la fête nationale néo-zélandaise, le Waitangi Day qui célèbre le jour de la signature du traité de Waitangi.

## Débat sur le changement de drapeau
Depuis plusieurs années, des débats sur le dessin du drapeau national ont lieu en Nouvelle-Zélande. Un certain nombre de personnes ont conçu des propositions alternatives. En novembre 1979, le ministre des Affaires étrangères Allan Highet suggère de changer le dessin du drapeau néo-zélandais et recherche un artiste pour créer un nouveau drapeau avec une fougère d'argent sur son côté droit. La proposition attire un petit soutien. Au cours des années qui suivirent, d'autres propositions de changement sont évoquées, chacune plus ou moins populaire.
Plus d'une décennie après la suggestion de Highet, la Première Ministre Jenny Shipley soutient en 1998 l'appel à la modification du drapeau fait par la ministre des Affaires culturelles Marie Hasler. J. Shipley, avec le Conseil du tourisme néo-zélandais, soutient que le drapeau à la fougère argentée, quasi-national et qui comprend une fougère blanche sur un fond noir, peut être une alternative possible, à l'instar du drapeau canadien, composé d'une feuille d'érable. Le Canada est fréquemment cité comme exemple, en tant que nation du Commonwealth ayant remplacé son drapeau basé sur le traditionnel Union Flag en canton (en).
En 2003, le site web NZFlag.com est fondé dans le but de demander un référendum consultatif sur le sujet. Selon la loi néo-zélandaise, un référendum doit être tenu si au moins 10 % des électeurs signent une pétition présentée au parlement de Nouvelle-Zélande. Le site lance sa pétition pour tenter de lancer un référendum en 2005.
En réponse à la pétition, le New Zealand Flag Institute est fondé dans le but de contrer le référendum et de promouvoir le drapeau existant (appelé « drapeau de 1902 »), et d'offrir une vue plus érudite sur ce dernier. La Royal New Zealand Returned Services' Association (RSA), l'organisation néo-zélandaise des vétérans de guerre, ne soutint pas publiquement le drapeau existant à sa conférence annuelle, dans le but de « […] garder la politique hors du débat. »

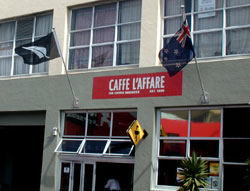
Le drapeau de la fougère d'argent est souvent monté aux côtés du drapeau officiel de la Nouvelle-Zélande.

La pétition échoue à attirer le nombre suffisant de signatures (environ 100 000 personnes la signent) à temps pour les élections générales de 2005 tenues en septembre, et se retira en juillet. Le site NZFlag.com cite publiquement son apathie pour le changement pour la même raison que l'annulation de la pétition. Le New Zealand Flag Institute attribue l'échec à sa campagne de soutien public pour le drapeau existant.
Le débat du drapeau est séparé du débat républicain : le Republican Movement of Aotearoa New Zealand déclare que « créer une république ne requiert aucun changement au traité de Waitangi, au drapeau ou à l'appartenance au Commonwealth », alors que le site NZFlag soutient que changer le drapeau ne constitue en rien un acte anti-royaliste.
Les opinions divergent donc, et les initiateurs suggèrent de laisser le choix du changement à la population.
Le 22 septembre 2014, le premier ministre John Key, après la victoire de son parti, le Parti national, aux élections législatives, déclare qu'il est « grand temps d'enlever du drapeau national l'Union Jack qui symbolise l'ancien colonisateur britannique ». Il souhaite organiser un référendum sur le sujet en 2015. Par le passé John Key a indiqué qu'il souhaitait voir la fougère argentée en bonne place sur le drapeau national.

### Propositions de nouveaux drapeaux

Drapeau proposé en 1983 par Friedensreich Hundertwasser
Drapeau proposé en 2000 par Kyle Lockwood
Drapeau proposé en 2000 par Aaron Nicholson
Drapeau proposé en 2001 par James Dignan
Drapeau proposé en 2007 par la première ministre néo-zélandaise Helen Clark
Drapeau ayant remporté en 2015 le prix de la Fondation Gareth Morgan (compétition)

### Référendums de 2015-2016
La première phase du référendum, par voie postale du 20 novembre au 11 décembre 2015, se solde par une préférence des citoyens pour l'option A, parmi les cinq propositions retenues par un comité. Les électeurs ayant été invités à classer les cinq options par ordre de préférence, le décompte des voix applique la méthode du vote alternatif, avec redistribution progressive des préférences exprimées. Le taux de participation est de 48,78 %. Les résultats sont les suivants.
| Option | Option                                           | Voix (premier décompte) | Pourcentage (premier décompte) | Voix (dernier décompte) | Pourcentage (dernier décompte) |
| ------ | ------------------------------------------------ | ----------------------- | ------------------------------ | ----------------------- | ------------------------------ |
|        | Option A (fougère argentée ; noir, blanc, bleu)  | 559 587                 | 40,15 %                        | 670 790                 | 50,58 %                        |
|        | Option E (fougère argentée ; rouge, blanc, bleu) | 580 241                 | 41,64 %                        | 655 466                 | 49,42 %                        |
|        | Option B (pic rouge, pic blanc ; noir et bleu)   | 122 152                 | 8,77 %                         | éliminée                | -                              |
|        | Option D (fougère argentée ; noir et blanc)      | 78 925                  | 5,66 %                         | éliminée                | -                              |
|        | Option C (koru ; noir et blanc)                  | 52 710                  | 3,78 %                         | éliminée                | -                              |

Lors du second volet, les citoyens votent à 56,6 % pour conserver le drapeau existant :
| Option | Voix | Pourcentage |
| ------ | ---- | ----------- |
|        |      | 56,6 %      |
|        |      | 43,1 %      |

## Autres drapeaux néo-zélandais
Comme l'Australie, la Nouvelle-Zélande a des pavillons dérivés de ceux du Royaume-Uni :

Pavillon marchand de la Nouvelle-Zélande, un Red Ensign avec quatre étoiles blanches
Royal New Zealand Navy Ensign, un White Ensign avec quatre étoiles rouges
Drapeau de la Royal New Zealand Air Force
Drapeau national maori, ou Tino rangatiratanga, qui doit représenter la communauté des Maoris de Nouvelle-Zélande.